# Bauhinia exellii
Bauhinia exellii är en ärtväxtart som beskrevs av Antonio Rocha da Torre och Jean Olive Dorothy Hillcoat. Bauhinia exellii ingår i släktet Bauhinia och familjen ärtväxter. Inga underarter finns listade i Catalogue of Life.